# Heidrunea arijana
Heidrunea arijana là một loài nhện trong họ Trechaleidae.
Loài này thuộc chi Heidrunea. Heidrunea arijana được miêu tả năm 1994 bởi Antonio D. Brescovit & Höfer.